# Kerstenmannekensstraat

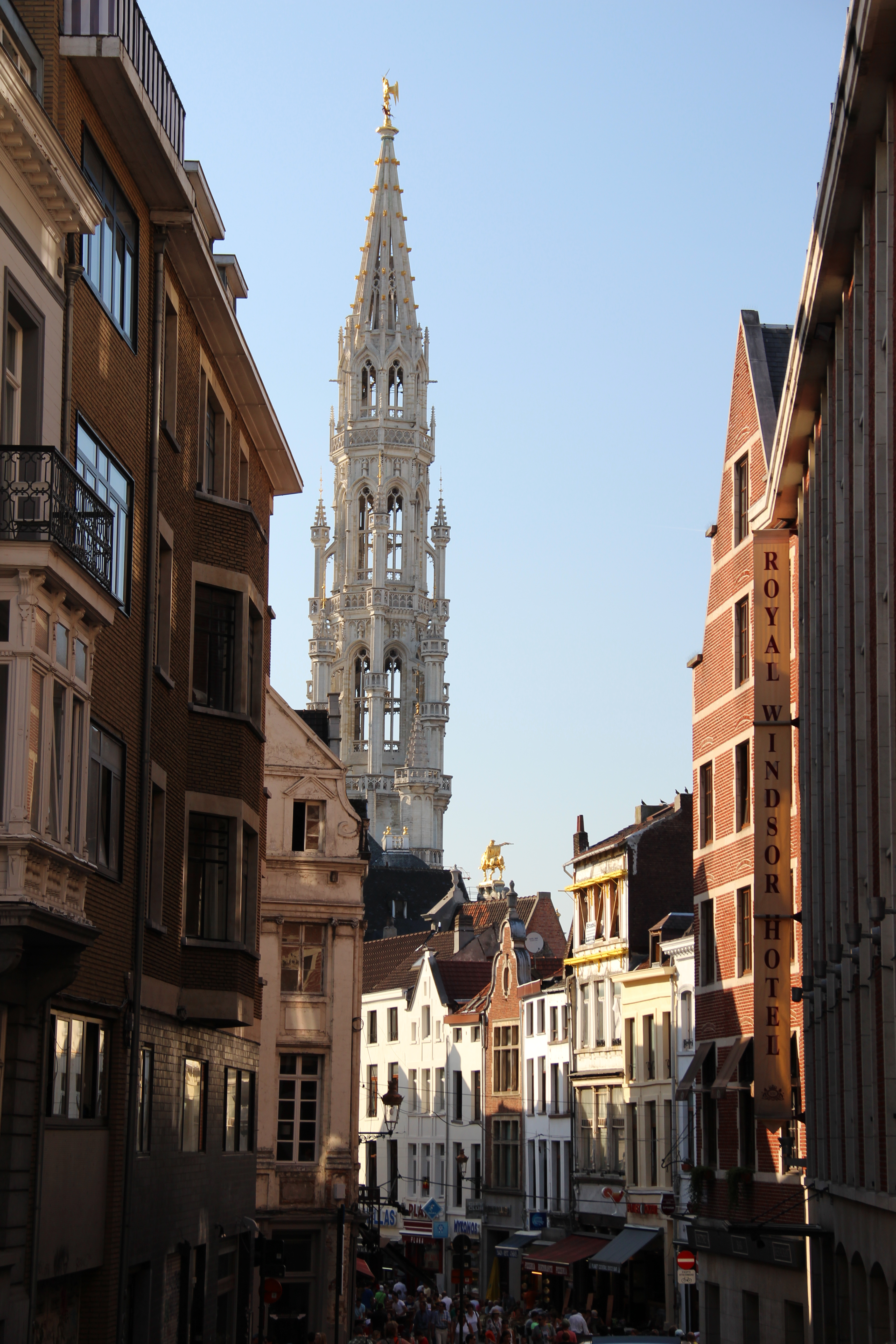
Zicht van de straat richting Kaasmarkt

De Kerstenmannekensstraat (Frans: rue de l'Homme Chrétien) is een korte straat in het centrum van Brussel. Ze ligt in het verlengde van de Kaasmarkt, tussen de Spoormakersstraat en de Duquesnoystraat.

## Naam
De toedracht van de naam blijft raadselachtig. Volgens de traditie gaat hij terug op een vrome bewoner van de straat, een wever die in 1435 een visioen kreeg en de autoriteiten wist te overtuigen om de processie ter ere van het Sacrament van Mirakel te hernemen.

## Geschiedenis
Eerder stond de straat bekend als Beyaertstrate (1406) en Flessenstraetken (cijnsboek van 1459). De straat was toen langer en liep in een hoek naar de Magdalenasteenweg. Het hogere deel werd in 1845 geïncorporeerd in de Duquesnoystraat, een nieuw aangelegde weg die breder en vlakker was. Door de ophogingswerken die hiervoor nodig waren, was het lagere deel van de Kerstenmannekensstraat voortaan door een drie meter hoge houten trap verbonden met de Duquesnoystraat. Na de sloop van enkele huizen kon men de trap elimineren door de straat steiler te maken.
Sinds 1973 wordt de oostzijde van de straat ingenomen door het Royal Windsor hotel, met hoofdingang aan de Duquesnoystraat.

## Voetnoten
1. ↑  Alphonse Wauters en Alexandre Henne, Histoire civile, politique et monumentale de la ville de Bruxelles, Deel III, 1845, p. 77
2. ↑  Bram Vannieuwenhuyze, Brussel, de ontwikkeling van een middeleeuwse stedelijke ruimte , Proefschrift Geschiedenis, Universiteit Gent, 2008. Gearchiveerd op 28 augustus 2021.
3. ↑  Jean d'Osta, Dictionnaire historique et anecdotique des rues de Bruxelles, 1986, p. 148-149